# Meslan
Meslan is een gemeente in het Franse departement Morbihan (regio Bretagne). De plaats maakt deel uit van het arrondissement Pontivy. Meslan telde op 1 januari 2022 1.475 inwoners.

## Geografie
De oppervlakte van Meslan bedroeg op 1 januari 2022 37,13 vierkante kilometer; de bevolkingsdichtheid was toen 39,7 inwoners per km².

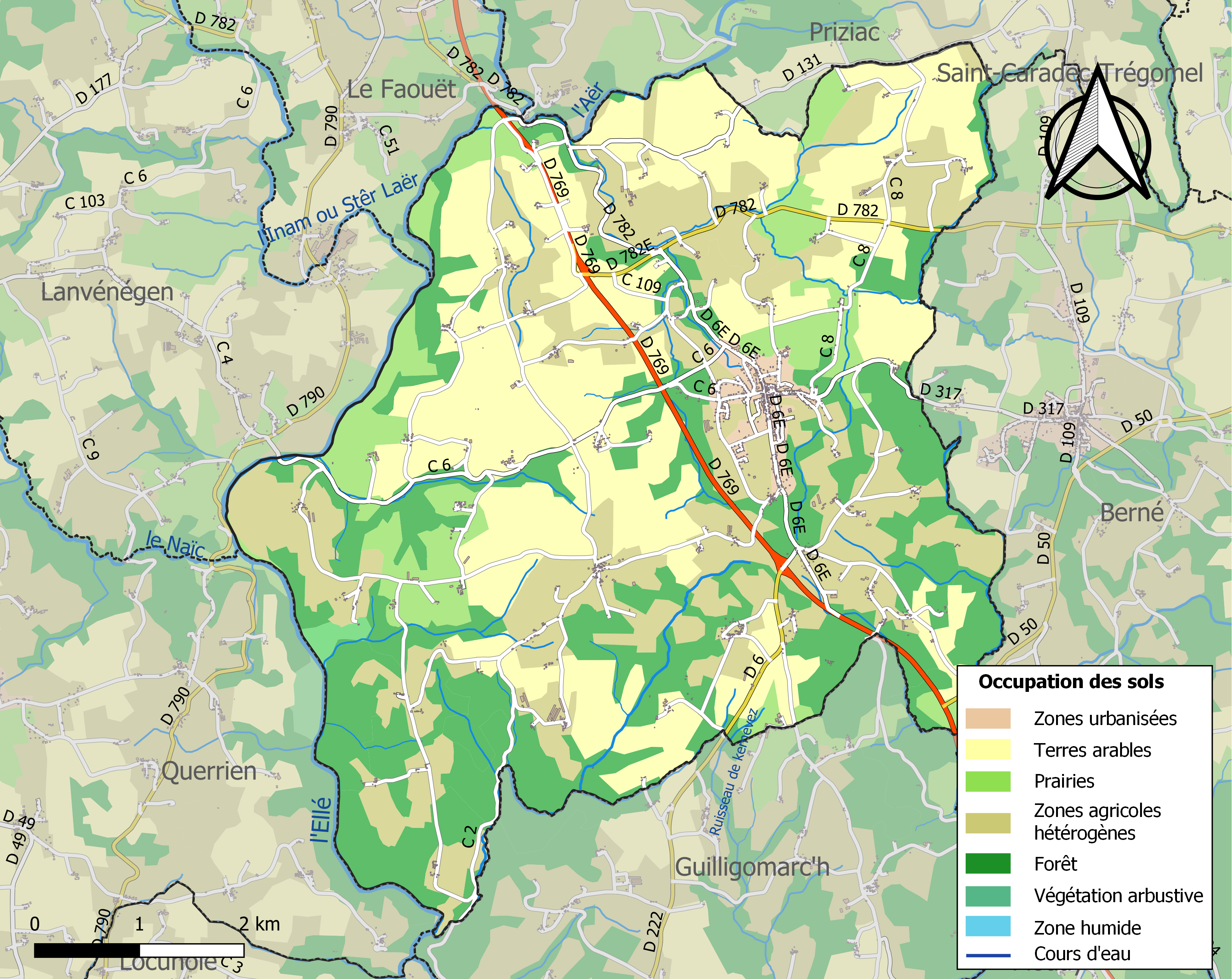
Kaart van de gemeente met de belangrijkste infrastructuur, bodemgebruik en omliggende gemeenten

## Demografie
Onderstaande figuur toont het verloop van het inwonertal, bron: INSEE-tellingen. 